# Первомайское (Россошанский район)
Первома́йское — село в Россошанском районе Воронежской области.
Входит в состав Криничанского сельского поселения.

## Население
| 1859 | 1897  | 2010 |
| ---- | ----- | ---- |
| 1190 | ↗1518 | ↘462 |

## Улицы
| - пер. Запрудный, - ул. Зелёная, - ул. Колхозная, - ул. Молодёжная, - ул. Подгорная, | - ул. Садовая, - ул. Советская, - ул. Степная, - ул. Строительная, - пер. Тихий, | - ул. Хуторская, - ул. Центральная, - пер. Школьный, - пер. Южный. |

## Инфраструктура
В селе функционируют общеобразовательная школа, отделение Почты России.